# Anastasia Elena Bertea
Anastasia Elena Bertea (* 23. Dezember 2006) ist eine rumänische Tennisspielerin.

## Karriere
Bertea begann mit sieben Jahren das Tennisspielen und bevorzugt Sandplätze. Sie spielt bislang vor allem auf der ITF Junior Tour und der ITF Women’s World Tennis Tour, wo sie aber noch keine Titel gewinnen konnte.
2023 erhielt sie im Juli eine Wildcard für die Qualifikation zum Hauptfeld des Dameneinzels der BCR Iași Open, ihrem ersten Turnier der WTA Tour. Sie scheiterte aber bereits in der ersten Qualifikationsrunde gegen Jekaterina Jaschina mit 0:6 und 1:6.